# Clouds Over Sidra

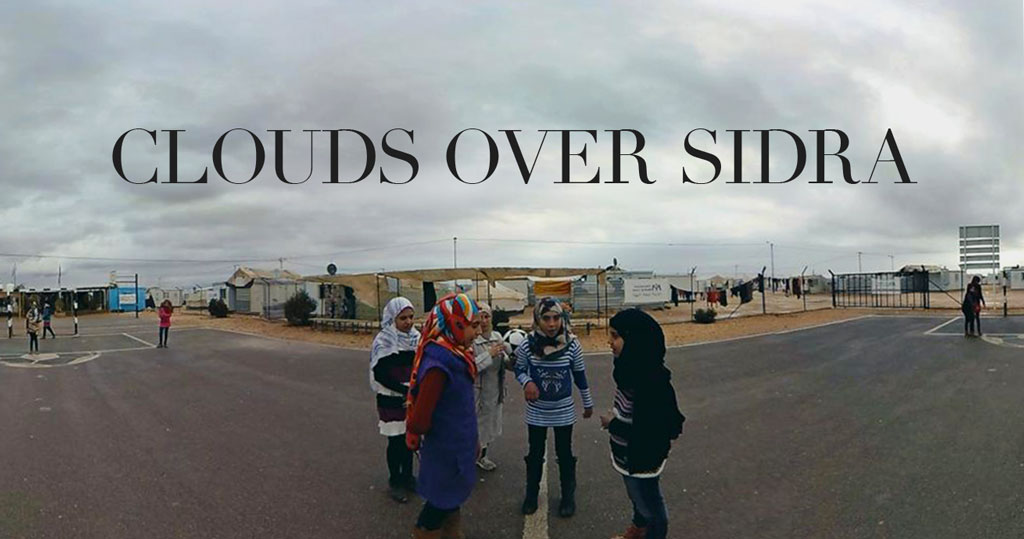
Clouds Over Sidra

Clouds Over Sidra és un film de realitat virtual estrenat al 2015 sobre la crisi de refugiats siriana. La pel·lícula va ser creada per Gabo Arora i Chris Llet en col·laboració amb les Nacions Unides i Samsung. La pel·lícula presenta una nena de dotze anys al campament de Za'atari, dins Jordània, casa a 84,000 refugiats sirians. Segueix el dia a día de la nena a la tenda de la seva família, a l'escola, a una fleca, a un laboratori informàtic i camp de futbol del campament. És la primera pel·lícula filmada en realitat virtual per les Nacions Unides, que empraren aquest mitjà per generar més empatia i noves perspectives sobre les persones que viuen en aquestes condiciones de gran vulnerabilitat.
La pel·lícula va ser dirigida per Gabo Arora i Barry Pousman i co-produïda per Samantha Storr, Socrates Kakoulides, Christopher Fabian i Katherine Keating.
Va ser estrenada al Fòrum Econòmic Mundial a Davos, Suïssa, el gener de 2015, amb partidaris com el secretari general de l'ONU, Ban Ki-moon, i la primera ministra noruega, Erna Solberg, entre altres dignataris. Des de llavors, s'ha utilitzat àmpliament per avançar en la defensa de l'ONU per la crisi siriana. Es va examinar en una reunió de donants d'alt nivell abans de la tercera crida internacional humanitària per a Síria a Kuwait el març del 2015, que finalment va recaptar 3.800 milions de dòlars EUA. L'equip educatiu d'UNICEF l'ha utilitzat per mostrar la necessitat de donar suport a l'educació dels nens en situacions de crisi en importants fòrums d'educació previs a la cimera posterior al 2015.
Clouds over Sidra és una col·laboració entre la Campanya d'acció SDG de l'ONU, UNICEF Jordan i l'estudi de producció de Hollywood, Vrse. Es va llançar a l'aplicació VRSE i a iTunes i es va projectar al Sundance Film Festival, al Tribeca Film Festival, a SXSW, al Museum of the Moving Image i a innombrables fòrums i conferències de l'ONU. Ha estat traduïda a 15 idiomes diferents i actualment s'està projectant a 40 països per part de recaptadors de fons presencials d'UNICEF. Les proves preliminars han demostrat que la Realitat Virtual (RV) és el doble d'eficaç en la recaptació de fons. Diverses societats civils l'han utilitzat per influir en l'opinió pública.

## Ús de la Realitat Virtual
El film es va crear inicialment per donar suport a la convocatòria del Grup de Defensa dels ODM del Secretari General de les Nacions Unides per establir col·laboracions i constuir resiliència en comunitats vulnerables. La poderosa capacitat de la realitat virtual per permetre que qualsevol persona a escala mundial pogués experimentar la vida dins d'un camp de refugiats i té la capacitat d'inspirar un missatge d'esperança entre els milions d'afectats i les persones que es movilizen per la causa. La campanya d'acció dels ODS està explorant oportunitats per ampliar l'ús de la RV com a eina educativa. S'ha utilitzat per debatre la crisi dels refugiats sirians a les aules de tot el món, incloses Sud-àfrica, Argentina i durant un taller de refugiats en el seu programa Teen Thursdays, una col·laboració entre la Unitat de Programes de Grup de l'ONU i el Departament d'Educació de Nova York.
Hi ha moltes maneres d'explicar aquesta història, però els productors van triar aquesta tecnologia, realitat virtual de 360 graus. Segons Barry Pousman, que va filmar Clouds over Sidra amb Gabo Arora per a les Nacions Unides, va explicar que “Perquè comença a marcar la diferència, perquè s'enfonsa, perquè és més real del que podríem esperar. Perquè estem trencant la sensació de ser un desconegut assegut al cinema i convertint-nos en observadors de la història ”. A la història de Sidra, rodada amb vídeo 360, les tècniques de narració demostren els avantatges de la narrativa immersiva. Els espectadors ja no estan limitats a veure la pantalla rectangular tradicional, els seus rols es transformen en participants. Aquesta experiència immersiva facilita l'empatia dels espectadors amb els personatges d'una història.
Per a rodar el film, els cineastes van fer servir l'equip Triggar VR T4. Hi ha moltes similituds en la manera de rodar amb una tecnologia comú, sense realitat virtual, però també hi ha diferències marcades. El focus, la freqüència de fotogrames i la ISO segueixen sent importants, encara que a cada presa s'ha de pensar què veurà el públic.Però la regla del 180, la regla dels terços i altres tècniques de llenguatge cinematogràfic ja no són rellevants amb la realitat virtual. Hi ha un conjunt de regles emergents per a aquest nou llenguatge.